# Die kleine Roque
Die kleine Roque (französisch La petite Roque) ist eine Novelle von Guy de Maupassant. Sie erschien erstmals vom 18. bis 23. Dezember 1885 in der Zeitschrift Le Gil-Blas. Auf Deutsch erschien die Erzählung erstmals im Jahr 1901.

## Handlung
Der Landbriefträger Médéric Rompel findet im dem Bürgermeister Renardet gehörenden Hochwald bei Carvelin die entkleidete und blutige Leiche eines Mädchens und meldete dies so dem Ortsbürgermeister. Ein Flurwächter und der Arzt Cabarbe suchen daraufhin den Ort auf. Der Arzt stellt bei der heranreifenden Frau die Diagnose Notzucht und Strangulation mit Mord. Weiterführende Spuren sind nicht vorhanden.
Es stellt sich heraus, dass es sich bei dem Mädchen um die bereits als vermisst gemeldete Tochter der Familie Roque aus dem Dorf handelt. Das Mädchen war nach einem Bad im Fluss Brindille vergewaltigt und getötet worden. In der folgenden Nacht werden die Schuhe des Kindes vor dem Haus der Eltern abgestellt.
Im Laufe der Handlung wird deutlich, dass der seit einem halben Jahr verwitwete Gemeindevorsteher Renardet, der „wie ein Landedelmann“ lebte und bereits früher mit rabiatem, jähzörnigem Verhalten aufgefallen war, das Verbrechen begangen hat. Es gelingt ihm, die Ermittlungen in falsche Richtungen zu lenken, bis diese ergebnislos eingestellt werden. Später fühlt er sich in traumhaften Visionen von dem Geist des Kindes verfolgt. Er lässt den Hochwald abholzen, um der Erinnerung an seine Tat und einem damit verbundenen Leben in Angst und Schrecken zu entkommen. Schließlich beschließt der keinen Schlaf mehr Findende sich das Leben zu nehmen. Er schreibt ein Geständnis, das er an den Untersuchungsrichter Putoin adressiert und in den Briefkasten wirft. Danach steigt er auf seinen Burgfried, wo ihn der Mut verlässt. Als der Briefträger Rompel den Kasten leert, bittet ihn Renardet, ihm seinen Brief zurückzugeben, was dieser verweigert. Nun hat Renardet keine andere Möglichkeit mehr: Er stürzt sich vom Burgfried und erliegt seinen am Felsen zugezogenen Kopfverletzungen.

## Deutschsprachige Ausgaben
- Französische Kleinstädter. Novellen. München 1919 (= Gesammelte Novellen. Band 3), S. 92–128.